# Ejido Plan de Ayala
Ejido Plan de Ayala är en ort i Mexiko.   Den ligger i kommunen Mexicali och delstaten Baja California, i den nordvästra delen av landet, 2 100 km nordväst om huvudstaden Mexico City. Ejido Plan de Ayala ligger 16 meter över havet och antalet invånare är 1 654.
Terrängen runt Ejido Plan de Ayala är mycket platt. Runt Ejido Plan de Ayala är det glesbefolkat, med 19 invånare per kvadratkilometer. Närmaste större samhälle är Guadalupe Victoria, 10,3 km nordväst om Ejido Plan de Ayala. Trakten runt Ejido Plan de Ayala består till största delen av jordbruksmark.